# 마차 (음식)
마차(히브리어: מַצָּה)는 유대인의 납작빵 또는 크래커이다. 유대교와 기독교 경전 등에서는 "누룩을 넣지 않고 만든 빵"이라는 뜻인 무교병(無酵餠)이나 무효병(無酵餠)으로 불린다.
유대인들이 이집트 신왕국에서 해방된 것을 기념하기 위하여 유월절 다음 날부터 7일 동안 만들어 먹는다.
한자 '酵'의 발음은 지금은 '효' 하나로 정해져 있으나, 개역개정으로 개정되기 이전에 개신교회에서 많이 읽던 한글성서인 개역한글판성서가 편찬되던 당시에는 '교'라고 흔히 칭해진 관계로 "무효병"이 아닌 "무교병"으로 불리게 되었다. 이는 예를 들어 '발견'의 '견'과 '알현'의 '현'과 같이 동일한 한자가 자음 'ㄱ'과 'ㅎ'으로 발음되는 경우가 많았던 것과 관련이 있다.

## 같이 보기
- 성목요일
- 크네케브뢰드